# Olin Stephens
Olin Stephens, pełne nazwisko Olin James Stephens II (ur. 13 kwietnia 1908 w Nowym Jorku, zm. 13 września 2008 w Hanowerze) – amerykański konstruktor jachtów. 

## Życiorys
Pracę w tym zawodzie rozpoczynał jako uczeń Drake Sparkmana. Najbardziej znany w kontekście Regat o Puchar Ameryki, które to zawody w latach 1937–1980 wygrało 8 z zaprojektowanych przez firmę Sparkman & Stephens jednostek (z 9. zwycięskich ogółem). Oprócz jachtów sportowych projektował też jachty oceaniczne czy turystyczne. Był posiadaczem legitymacji New York Yacht Club z numerem 1.